# Joha
Joha (jova, jalša, jeovina, jauša, lat. Alnus), jedan od šest rodova iz porodice brezovki kojemu pripada 46 priznatih vrsta listopadnog drveća i grmlja. U Hrvatskoj rastu vrste crna joha (Alnus glutinosa), bijela joha (Alnus incana) i planinska joha ili zelena joha (Alnus viridis).
Rodu pripada 46 priznatih vrsta koje su najvećim dijelom raširenih u sjevernim umjerenim područjima. 
Karakteriziraju ih muški cvjetovi skupljeni u viseće rese koje se za cvatnje produlje 5 do 10 cm. Ženski cvjetovi nemaju ocvijeća, a skupljeni su u mace koje odrvene poput češera, ispočetka su zelene, pa onda smeđe boje.
Drvo crne johe koristi se za izradu sanduka, glazbala, olovaka, klompa i drugog.

## Vrste
1. Alnus acuminata Kunth
2. Alnus alnobetula (Ehrh.) K.Koch
  1. Alnus alnobetula subsp. alnobetula, zelena joha
3. Alnus cordata (Loisel.) Duby, srcolisna joha
4. Alnus cremastogyne Burkill
5. Alnus djavanshirii H.Zare
6. Alnus dolichocarpa H.Zare, Amini & Assadi
7. Alnus × elliptica Req.
8. Alnus × fallacina Callier
9. Alnus fauriei H.Lév. & Vaniot
10. Alnus ferdinandi-coburgii C.K.Schneid.
11. Alnus firma Siebold & Zucc.
12. Alnus formosana (Burkill) Makino
13. Alnus glutinosa (L.) Gaertn., crna joha
14. Alnus glutipes (Jarm. ex Czerpek) Vorosch.
15. Alnus hakkodensis Hayashi
16. Alnus × hanedae Suyinata
17. Alnus henryi C.K.Schneid.
18. Alnus hirsuta (Spach) Rupr.
19. Alnus × hosoii Mizush.
20. Alnus incana (L.) Moench,  bijela joha
21. Alnus japonica (Thunb.) Steud., japanska joha
22. Alnus jorullensis Kunth
23. Alnus lanata Duthie ex Bean
24. Alnus lusitanica Vít, Douda & Mandák
25. Alnus mairei H.Lév.
26. Alnus mandschurica (Callier) Hand.-Mazz.
27. Alnus maritima (Marshall) Muhl. ex Nutt.
28. Alnus matsumurae Callier
29. Alnus maximowiczii Callier
30. Alnus × mayrii Callier
31. Alnus nepalensis D.Don
32. Alnus nitida (Spach) Endl.
33. Alnus oblongifolia Torr.
34. Alnus orientalis Decne.
35. Alnus paniculata Nakai
36. Alnus × peculiaris Hiyama
37. Alnus pendula Matsum.
38. Alnus × pubescens Tausch
39. Alnus rhombifolia Nutt.
40. Alnus rohlenae Vít, Douda & Mandák
41. Alnus rubra Bong.
42. Alnus serrulata (Aiton) Willd.
43. Alnus serrulatoides Callier
44. Alnus sieboldiana Matsum.
45. Alnus subcordata C.A.Mey.,  kavkaska joha
46. Alnus × suginoi Sugim.
47. Alnus trabeculosa Hand.-Mazz.
48. Alnus vermicularis Nakai